# Technische levensduur
Met technische levensduur wordt bedoeld de periode dat een product functioneert. Het is aan het einde van de technische levensduur versleten/vergaan of kapot.
Als van een product de technische levensduur langer is dan de economische levensduur ontstaat na verloop van tijd de situatie dat het nog wel functioneert, maar dat het voordeliger is het te vervangen door iets moderners, bijvoorbeeld door lagere gebruiks- en onderhoudskosten. Als het een productiemiddel is (of als een consument een product van een bedrijfsmatige kant bekijkt) kan het "voordeliger" ook betrekking hebben op bijvoorbeeld het besparen van personeelskosten/arbeid en extra functionaliteit.
Een van de betekenissen van duurzaam is dat de technische levensduur lang is.